# Uśpieni (film 1996)
Uśpieni (ang. Sleepers) – amerykański dramat filmowy z 1996 roku w reżyserii Barry’ego Levinsona, zrealizowany na podstawie powieści Lorenza Carcaterry. Zdjęcia kręcono w Nowym Jorku i Connecticut.

## Fabuła
Czterej chłopcy – Lorenzo, Michael, John i Tommy – zostają umieszczeni w zakładzie poprawczym za napad na sprzedawcę hot-dogów. Podczas pobytu są torturowani i gwałceni przez strażników, którymi dowodzi Sean Nokes. Po jedenastu latach John i Tommy spotykają swojego oprawcę w barze i mordują na oczach świadków. Dwaj pozostali – dziennikarz Lorenzo oraz prawnik Michael – postanawiają ratować przyjaciół.

## Obsada
- Kevin Bacon – Sean Nokes
- Billy Crudup – Tommy Marcano
- Robert De Niro – ksiądz Bobby
- Vittorio Gassman – King Benny
- Minnie Driver – Carol Martinez
- Dustin Hoffman – Danny Snyder
- Ron Eldard – John Reilly
- Jason Patric – Lorenzo „Shakes” Carcaterra
- Brad Pitt – Michael Sullivan
- Terry Kinney – Ralph Ferguson
- Joseph Perrino – młody Shakes
- Geoffrey Wigdor – młody John
- Brad Renfro – młody Michael
- Jonathan Tucker – młody Tommy
- Sean Patrick Reilly – młody King Benny
- Zachary Ansley – Burly Man

## Nagrody i nominacje
Oscary za rok 1996
- Najlepsza muzyka dramatyczna - John Williams (nominacja)